# Landengte-Mecayapaans Nahuatl
Het Landengte-Mecayapaans Nahuatl of het Nahuatl van Mecayapan en Tatahuicapan  is een variant van het Nahuatl dat gesproken wordt door de Nahua, de oorspronkelijke bewoners van het huidige Mexico. 
De taal behoort tot de Uto-Azteekse taalfamilie. Het Landengte-Mecayapaans Nahuatl wordt gesproken in Mecayapan en Tatahuicapan de Juárez op de Landengte van Tehuantepec in de deelstaat Veracruz. Deze variant is opvallend omdat het de enige vorm van Nahuatl is die twee verschillende vormen kent voor de eerste persoon meervoud (wij). Er is een inclusieve vorm (de spreker en de toegesprokene) en een exclusieve vorm (de spreker en andere personen, maar niet de toegesprokene) die allebei een andere werkwoordsvorm hebben. Bij ISO/DIS 639-3 is de code nhx. Anno 2006 waren er meer dan 10.000 sprekers. 